# 귀신온천여관
《귀신온천여관》(중국어: 切小金家的旅館, 영어: Secrets in The Hot Spring)은 2018년 개봉한 중화민국의 코미디 공포 영화이다. 2017년 2월 12일에 촬영을 시작하여 4월 8일에 촬영을 완료했다. 중화민국에서는 2018년 7월 12일에 상영을 시작했다.

## 줄거리
조부모에게 속아 겨울 방학을 맞아 친구 둘을 달고 고향의 온천 여관에 돌아가게 된 주인공은 이 수상쩍은 여관이 귀신에 들렸다는 걸 알게 된다.

## 출연
- 장팅후 - 쳬샤오진(切小金) 역
- 훙옌샹 - "샤오궁주"(小公主) 역
- 린허쉬안 - 루췬(魯群) 역
- 궈수야오 - 샤오링무(小鈴木) 역
- 로카잉 - 쳬가오(切高) 역
- 추미미 - 마오시화(毛西華) 역